# IC 339
IC 339 ist ein Stern im Sternbild Eridanus südlich des Himmelsäquators. Der Stern wurde im Jahre 1887 vom US-amerikanischen Astronomen Ormond Stone entdeckt.